# Concordia Sagittaria
Concordia Sagittaria je mesto in občina (comune) v italijanski pokrajini Benečiji.

## Zgodovina
Mesto so ustanovili Rimljani leta 42 pr. n. št. na križišču rimskih cest Via Annia in Via Postumia. Imenovali so ga Iulia Concordia. V tretjem stoletju, ko so se periferična ljudstva po težki gospodarski krizi začela bolj zanašati na lastne zmožnosti kot na cesarsko vlado, se je mesto preimenovalo v Concordia Sagittaria; omembo Julijske rodbine je zamenjal sklic na lokalno tovarno lučalnega orožja (lat. sagitta = puščica), edini realni vir mestnega bogastva. Mesto je leta 452 uničil Atila.
Po padcu Zahodnega rimskega cesarstva je bilo mesto vključeno v langobardsko vojvodino Cividale (Čedad). Kasneje je spadala najprej v  Furlansko marko in nato v Oglejski patriarhat.
Leta 1420 je bilo skupaj z Benečijo priključeno k Beneški republiki. Leta 1838 se je ločilo od Furlanije in se vključilo v Beneško provinco.

## Glavne zanimivosti
- Trichora Martyrium (350 n. št.)
- ostanki rimskega mostu (1.-2. stoletje n. št.)
- škofijska palača (15. stoletje)
- krstilnica (11. stoletje)
- stolnica sv. Štefana (1466)